# Alejandro Abascal
Alejandro Abascal García (Santander, 15 de julho de 1952) é um velejador espanhol, campeão olímpico. Ele competiu nos Jogos Olímpicos de Verão de 1980 na classe Flying Dutchman e conquistou a medalha de ouro, ao lado de Miguel Noguer.
No Campeonato Mundial, ele e Noguer conquistaram a medalha de bronze em Hayling Island em 1978 e a medalha de prata em Kiel no ano seguinte. De 1996 a 2015 foi diretor esportivo da federação espanhola de vela Real Federación Española de Vela. Em outubro de 2015, tornou-se diretor técnico da seleção olímpica espanhola.